# إدفارد بيرسون
إدفارد بيرسون (بالسويدية: Edvard Persson) هو مخرج ومغني وممثل سويدي، ولد في 17 يناير 1888 في Malmö S:t Pauli församling ‏ في السويد، وتوفي في 19 سبتمبر 1957 في Jonstorp ‏ في السويد.

## وصلات خارجية
- إدفارد بيرسون على موقع IMDb (الإنجليزية)
- إدفارد بيرسون على موقع ميوزك برينز (الإنجليزية)
- إدفارد بيرسون على موقع أول موفي (الإنجليزية)
- إدفارد بيرسون على موقع قاعدة بيانات الأفلام السويدية (السويدية)
- إدفارد بيرسون على موقع ديسكوغز (الإنجليزية)
- إدفارد بيرسون على موقع قاعدة بيانات الفيلم (الإنجليزية)
- إدفارد بيرسون على موقع كينوبويسك (الروسية)